# بطولة أوروبا لكرة الماء للسيدات 2006
بطولة أوروبا لكرة الماء للسيدات 2006 كان الموسم الـ 11 من بطولة أوروبا لكرة الماء للسيدات، وجرت المنافسات في بلغراد صربيا، ونظمت من قبل الاتحاد الأوروبي للسباحة.

## النتائج
| م       | المنتخب |
| ------- | ------- |
| ذهبية   | روسيا   |
| فضية    | إيطاليا |
| برونزية | المجر   |
| الرابع  | إسبانيا |
| الخامس  | هولندا  |
| السادس  | اليونان |
| السابع  | ألمانيا |
| الثامن  |         |
| التاسع  |         |
| العاشر  |         |